# HD 96167
HD 96167 és una estrella de tipus G subgegant de magnitud aparent 8 situada aproximadament a 274 anys llum en la constel·lació de la Copa. És més brillant, voluminosa i més massiva que el Sol. L'estrella té una metal·licitat elevada i té al voltant de 3,8 ± 1 gigaanys. El 2009 es va descobrir que aquesta estrella tenia un planeta.
| Companya (per ordre des de l'estrella) | Massa           | Semieix major (ua) | Període orbital (dies) | Excentricitat | Inclinació | Radi |
| -------------------------------------- | --------------- | ------------------ | ---------------------- | ------------- | ---------- | ---- |
| b                                      | ≥0.68 ± 0.18 MJ | 1.30 ± 0.07        | 498.9 ± 1              | 0.71 ± 0.04   | —          | —    |